# Kolbung
Kolbung (nepalski: कोल्बुङ) – gaun wikas samiti we wschodniej części Nepalu w strefie Meći w dystrykcie Ilam. Według nepalskiego spisu powszechnego z 2001 roku liczył on 986 gospodarstw domowych i 4820 mieszkańców (2353 kobiet i 2467 mężczyzn).